# Trellix
Trellix (früher FireEye) ist eine Marke des Unternehmens Musarubra US LLC mit Sitz in Plano (Texas), das Netzwerksicherheits-Software und -Dienstleistungen anbietet. Bekanntheit erlangte es unter anderem mit dem Fund mehrerer Zero-Day-Lücken in Microsofts Internet Explorer und Beteiligung an Untersuchungen von und Aktionen gegen mehrere Botnetze.
Am 15. Juni 2016 übernahm Kevin Mandia als CEO die operative Unternehmensleitung. Sein Vorgänger war der vorherige McAfee-Geschäftsführer David deWalt.

## Produkt
Das Hauptprodukt namens „FireEye Malware Protection System“ ist eine Software zur Angrifferkennung. Sie arbeitet auf der Grundlage von Datenverkehrsanalyse mittels Signaturen und heuristischen Methoden, um verdächtiges Verhalten auszumachen und versucht dann mittels Wiedereinspielung gegen eine Sandbox eine Kompromittierung nachzuvollziehen. Sie wird als revolutionäre Lösung gegen fortschrittliche Schadprogramme wie Advanced Persistent Threats und Zero-Day-Exploits vermarktet.

## Geschichte
| Jahr | Angestellte |
| ---- | ----------- |
| 2006 | ≈ 30        |
| 2012 | > 400       |
| 2013 | > 1.000     |
| 2016 | ≈ 3.200     |

Das Unternehmen wurde im Februar 2004 von dem ehemaligen Sun-Microsystems-Ingenieur Ashar Aziz mit 6,45 Millionen US-Dollar an Kapital unter anderem von Sequoia Capital, Juniper Networks und Norwest Venture Partners in Menlo Park (Silicon Valley) gegründet und brachte 2006 ein erstes Produkt auf den Markt. Zu den Risikokapitalgebern gehörte anfangs auch In-Q-Tel, das Investment-Team des US-Auslandsgeheimdienstes CIA.
Im September 2013 erfolgte der Börsengang.
Nachdem FireEye im April 2012 eine „strategische Allianz“ mit dem 2004 gegründeten Unternehmen Mandiant vereinbarte und in der Folge gemeinsame Produkte anbot, übernahm es diese am 30. Dezember 2013 für fast eine Milliarde US-Dollar zum Teil in Aktien und Geld. Es entwickelte ein System zur Untersuchung von Angriffen.
2014 wurde für 60 Millionen US-Dollar und Aktien im Wert von weiteren 10 Millionen US-Dollar das Unternehmen nPulse Technologies aufgekauft, ebenfalls nach vorheriger Zusammenarbeit. Es entwickelte ein Werkzeug zur nachträglichen Analyse von Datenverkehr bei einem Angriff. Am 20. Januar 2016 gab FireEye die Akquisition von iSIGHT Partners bekannt, einem Unternehmen mit Fokus auf Threat Intelligence.
2015 bestätigte FireEye Sicherheitslücken in seiner Gateway-Appliance der HX-Serie (FireEye Endpoint Security). Ebenfalls 2015 demonstrierte ein Mitarbeiter der Heidelberger IT-Firma ERNW eine Schwachstelle in FireEyes Malware Protection System; FireEye bestritt dies und reagierte mit Abmahnung und einstweiliger Verfügung.
Im Dezember 2020 war FireEye Hackerangriffen ausgesetzt. Dabei sei laut Aussage des Unternehmens Angriffssoftware kopiert worden, mit der FireEye die Abwehrsysteme seiner Kunden teste.
Im Oktober 2021 gab die Private-Equity-Firma Symphony Technology Group für 2022 die Fusion von FireEye und McAfee Enterprise zu Trellix bekannt.